# Иноходцев, Пётр Борисович
Пётр Борисович Иноходцев (21 ноября (2 декабря) 1742 — 27 октября (8 ноября) 1806) — русский астроном.

## Биография
Родился в Москве в семье солдата Преображенского полка. 9 ноября 1752 года отдан в Академическую гимназию. По окончании курсов гимназии поступил в 1760 году в Академический университет при Петербургской Академии наук. В течение пятилетнего пребывания в университете слушал лекции профессоров: С. Я. Румовского, И.Фишера, С. К. Котельникова, И. А. Брауна. Как один из лучших студентов университета был назначен преподавателем математики в Академическую гимназию. В 1765 году по инициативе М. В. Ломоносова в числе семи лучших студентов университета направлен за границу для дальнейшего обучения, два года учился в Гёттингенском университете, где изучал аэрометрию, гидродинамику, оптику, статику, механику и преимущественно физическую астрономию. После возвращения в Россию два года работал под руководством Л. Эйлера, участвовал в переводе на русский язык трудов Л. Эйлера и «Естественной истории» Ж. Бюффона. 10 октября 1768 года избран адъюнктом академии наук на основании представленного им сочинения «de nivellatione».
В 1769—1774 годах участвовал в экспедиции в юго-восточный район европейской России в качестве помощника её руководителя Г. М. Ловица. Задачами экспедиции было наблюдение прохождения Венеры по диску Солнца (успешно проведено в Гурьеве 23 мая 1769 года), а также выяснение возможности сооружения канала между Волгой и Доном (признано нецелесообразным). В 1781—1785 годах возглавлял экспедицию по определению долготы и широты следующих городов: Царицына, Камышина, Орла, Курска, Нежира, Херсона, Харькова, Воронежа, Тамбова, Калуги, Ярославля, Костромы, Вологды, Петрозаводска. В 1797 году назначен цензором в Ригу, в его обязанности входило рассмотрение книг, поступающих в академию наук. Преподавал астрономию офицерам флота. Заведовал Академической гимназией.
Иноходцев был одним из первых русских историков астрономии. Опубликовал работы «О древности, изобретателях и первых началах астрономии» (1779) и «Об Александрийском училище и предшествовавших Иппарху астрономах» (1787, 1788), в которых связывал возникновение и развитие астрономии с практическими потребностями людей, отмечал косность египетской астрономии и высоко оценивал Аристарха как ученого, который ещё в III в. до н. э. приблизился к правильному пониманию устройства Вселенной и её масштабов. Также занимался метеорологическими исследованиями и исследованиями в области климатологии, опубликовал работы «О неравном количестве дождевой воды на местах» (1775), «О разности климатов» (1778), «Приложение метеорологии к земледелию» (1786,1887) и ряд других. И работы, непосредственно связанные с астрономией «Transitus Mercurii per discum sotis die 23 aprilis» (1787), «Observatio eclipsis solaris die 23 mart 1791 Petropoli inspecula astronomica, telescopio Shorti 2 1/2 pedum facta» (1791).
Академик Санкт-Петербургской академии наук (1779), академик Российской Академии (1785).
Похоронен на Смоленском православном кладбище Санкт-Петербурга, памятник на его могиле находится под охраной государства.